# 文永堂出版
文永堂出版株式会社（ぶんえいどうしゅっぱん）は、日本の出版社。

## 概要
獣医学書、農学書を主に出版している。一般社団法人自然科学書協会会員。